# マリーンズマスク
マリーンズマスクは、プロ野球球団「千葉ロッテマリーンズ」をモチーフにした日本の覆面レスラー。千葉県千葉市美浜区出身。

## 初代
- 2009年4月12日、KAIENTAI DOJO千葉ポートアリーナ サブアリーナ大会での房総ボーイ雷斗&みやこマン with きぼーるマンとタッグを組んで柏大五郎&十嶋くにお&Mr.X組戦でデビュー。
- 12月27日、K-DOJOを退団。

## 2代目
- 2009年12月23日、観客と所属選手の投票によって2代目マリーンズマスク入面テスト最終審査で2代目に決定。
- 2010年1月11日、KAIENTAI DOJO千葉市民会館大会での飯伏幸太とタッグを組んでタイガースマスク&柏大五郎組戦でデビュー。
- 2012年5月6日、K-DOJOを退団。

## 3代目
- 2013年7月15日、KAIENTAI DOJO千葉ポートアリーナ サブアリーナ大会での石橋葵とタッグを組んで梶トマト&プチ・トマト組戦でデビュー。

## 4代目
- 2016年8月20日、KAIENTAI DOJOBlue Field大会での本田アユム戦でデビュー。
- 2018年12月24日、怪我した右膝後十字靭帯の完治までに長期間を要することからプロレスラーとしては区切りをつけるとして引退することを発表。

## 入場曲
- マリーンズマスクのテーマ